# Ockeweer
Ockeweer of Ockoweir is een verdronken buurtschap in het Dollardgebied aan de Reider Ae. Het had geen eigen kerk en bestond mogelijk uit niet veel meer dan een steenhuis, genoemd in 1391 en 1420.
De voormalige Uikerplaat en het Uikergat in de Dollard hebben misschien hun naam aan Ockeweer te danken. Volgens de topografische kaart van omstreeks 1865 lagen beide net ten noorden van de huidige Dollardkwelders. J.H. Jappé karteerde het Uikergat en de bijbehorende zandplaat die inmiddels rond 1820 in slik was veranderd echter veel noordelijker, bij de huidige Hooge Plaat.
Elders wordt een nederzetting Aycka weren of Haikenaweer genoemd als een van de verdronken dorpen in het Dollardgebied. De naam komt niet voor in middeleeuwse bronnen. Mogelijk is het een verschrijving van Ockeweer. Wel bestond er een toponiem Haykena weer in Midwolderhamrik (1556).